# 1877年のスポーツ
- 年度別スポーツ記事一覧

## できごと
- 7月9日 - 第1回ウィンブルドン選手権で最初の試合開始。7月19日の決勝で、スペンサー・ゴアが第1回優勝者になった。
- 12月7日 - 大相撲、初日から女子も見られることになる。

## ゴルフ

### 世界4大大会（男子）
- 全英オープン優勝者：ジェイミー・アンダーソン（イギリス）

## サッカー

### イングランド
- FAカップ決勝

ワンダラーズ 2-1 オックスフォード大学

## 自転車競技
- 3月25日 - ケンブリッジ大学のトッズ、自転車で時速25.6kmの世界新

## スケート
- 札幌農学校教師W・P・ブルックス、スケートを紹介。

## テニス

### グランドスラム
- ウィンブルドン　男子単優勝：スペンサー・ゴア（イギリス）

ウィンブルドン選手権大会が創設された年。オールイングランド・クラブ委員会により、現在のようなテニス規定が作られた。最初は男子シングルスのみで始まった。

## ボート
- オックスフォード・ケンブリッジ大学対抗レガッタ：Dead Heat

## 野球

### アメリカ大リーグ
- ナショナルリーグ優勝：ボストン・レッドキャップス

## 誕生
- 3月15日 - マルコム・ホイットマン（アメリカ、テニス、+1932年）
- 7月6日 - アルノー・マシー（フランス、ゴルフ、+1950年）
- 8月7日 - ウルリッヒ・サルコウ（スウェーデン、フィギュアスケート、+1949年）
- 8月9日 - ウィニフレッド・マクネアー（イギリス、テニス、+1954年）
- 8月15日 - 太刀山峯右エ門（富山県、相撲、+1941年）
- 11月14日 - ノーマン・ブルックス（オーストラリア、テニス、+1968年）
- 11月22日 - ジョアン・ガンペール（スイス、サッカー、+1930年）

## 死去
- 3月29日 - 稲妻雷五郎（茨城県、相撲、*1802年）